# Hayat Lambarki
Hayat Lambarki (in arabo حياة لمباركي‎?; Salé, 18 maggio 1988) è un'ostacolista marocchina.
In carriera è stata campionessa africana e oro ai Giochi del Mediterraneo nei 400 metri ostacoli.

## Palmarès
| Anno | Manifestazione                    | Sede           | Evento    | Risultato  | Prestazione | Note                          |
| ---- | --------------------------------- | -------------- | --------- | ---------- | ----------- | ----------------------------- |
| 2005 | Mondiali allievi                  | Marrakech      | 400 m hs  | 8ª         | 1'01"76     |                               |
| 2005 | Mondiali allievi                  | Marrakech      | Staffetta | 8ª         | 2'12"85     |                               |
| 2005 | Giochi della Francofonia          | Niamey         | 400 m hs  | 8ª         | 1'02"33     |                               |
| 2006 | Mondiali juniores                 | Pechino        | 400 m hs  | Batteria   | 1'03"54     |                               |
| 2007 | Campionati africani juniores      | Ouagadougou    | 100 m hs  | 4ª         | 14"85       |                               |
| 2007 | Campionati africani juniores      | Ouagadougou    | 400 m hs  | Argento    | 59"10       | Miglior prestazione personale |
| 2008 | Campionati africani               | Addis Abeba    | 4×400 m   | 4ª         | 3'41"54     |                               |
| 2009 | Giochi del Mediterraneo           | Pescara        | 400 m hs  | 5ª         | 57"75       |                               |
| 2009 | Giochi della Francofonia          | Beirut         | 400 m hs  | Oro        | 58"40       |                               |
| 2009 | Giochi della Francofonia          | Beirut         | 4×400 m   | Bronzo     | 3'37"72     |                               |
| 2010 | Campionati africani               | Nairobi        | 400 m hs  | Oro        | 55"96       | Miglior prestazione personale |
| 2012 | Campionati africani               | Porto-Novo     | 400 m hs  | Argento    | 55"41       | Miglior prestazione personale |
| 2012 | Giochi olimpici                   | Londra         | 400 m hs  | Semifinale | 56"18       |                               |
| 2013 | Giochi del Mediterraneo           | Mersin         | 400 m hs  | Oro        | 55"27       | Miglior prestazione personale |
| 2013 | Giochi del Mediterraneo           | Mersin         | 4×400 m   | dq         | dq          |                               |
| 2013 | Mondiali                          | Mosca          | 400 m hs  | Batteria   | 58"00       |                               |
| 2013 | Giochi della Francofonia          | Nizza          | 400 m hs  | Oro        | 57"22       |                               |
| 2013 | Giochi della Francofonia          | Nizza          | 4×400 m   | 4ª         | 3'37"48     |                               |
| 2013 | Giochi della solidarietà islamica | Palembang      | 400 m hs  | Oro        | 57"92       |                               |
| 2013 | Giochi della solidarietà islamica | Palembang      | 4×100 m   | Argento    | 47"18       |                               |
| 2013 | Giochi della solidarietà islamica | Palembang      | 4×400 m   | Oro        | 3'38"54     |                               |
| 2014 | Campionati africani               | Marrakech      | 400 m hs  | 4ª         | 55"93       |                               |
| 2015 | Mondiali                          | Pechino        | 400 m hs  | Batteria   | 58"05       |                               |
| 2016 | Giochi olimpici                   | Rio de Janeiro | 400 m hs  | Batteria   | 1'00"83     |                               |
| 2017 | Giochi della solidarietà islamica | Baku           | 400 m hs  | 6º         | 58"67       |                               |
| 2017 | Giochi della solidarietà islamica | Baku           | 4×400 m   | dq         | dq          |                               |

## Altre competizioni internazionali
2010
- 7ª in Coppa continentale ( Spalato), 400 m hs - 59"03